# 浅田貴典
浅田貴典（あさだたかのり、1973年 - ）は、日本の漫画編集者。

## 略歴
1995年、慶應義塾大学を卒業し、集英社に入社。週刊少年ジャンプ編集部に配属され、その後約12年間在籍する。
2007年、『ジャンプSQ』を茨木政彦らと共に創刊。同誌の副編集長を務める。
2010年、『週刊少年ジャンプ』へ異動。同誌の副編集長を務める。
2014年、ジャンプ ジェイ ブックス編集長となる。
2017年、キャラクタービジネス室を立ち上げ、同室の室長となる。

## 功績
週刊少年ジャンプ編集時代
- 立ち上げ
  - ONE PIECE（尾田栄一郎）[4][5]
  - BLEACH（久保帯人）[4][6]
  - ZOMBIEPOWDER.（久保帯人）[4][6]
  - Mr.FULLSWING（鈴木信也）[4][7]
  - アイシールド21（稲垣理一郎、村田雄介）[4][7]
  - タカヤ -閃武学園激闘伝-（坂本裕次郎）[4]
  - 切法師（中島諭宇樹）
  - P2! - let's Play Pingpong! -（江尻立真）[4]
- 引き継ぎ
  - 王様はロバ〜はったり帝国の逆襲〜（なにわ小吉）[4][8]
  - WILD HALF（浅美裕子）[4][8]
  - メゾン・ド・ペンギン（大石浩二）[4][9]

ジャンプSQ副編集長時代
- 同誌の創刊
- 立ち上げ
  - エンバーミング（和月伸宏）[4]
  - 放課後ウインド・オーケストラ（宇佐悠一郎）[4]
  - 世界の中心で太陽にほえる（ポンセ前田）[4]
  - 機巧童子ULTIMO（武井宏之、スタン・リー）[4]
  - 血界戦線（内藤泰弘）[4]
- 引き継ぎ
  - ロザリオとバンパイア（池田晃久）[4]

週刊少年ジャンプ副編集長時代
- 電子書店ジャンプBOOKストア!開設
- 後押し
  - ワンピース展台湾[4]
  - 『 BORUTO-ボルト- -NARUTO NEXT GENERATIONS-』立ち上げ準備[4]

ジャンプ ジェイ ブックス編集長時代
- 後押し
  - 小説『NARUTO -ナルト-』秘伝シリーズ[4][10]
  - コミカライズ事業立ち上げ[4]

キャラクタービジネス室室長時代
- 同室の立ち上げ[4]

## 人物
『ONE PIECE』、『BLEACH』、『アイシールド21』等2000年代の週刊少年ジャンプを代表する作品を多く立ち上げた敏腕編集者として有名。